# Stanisław Woronowicz
Stanisław Lech Woronowicz (ur. 22 lipca 1941 w Wiłkomierzu na Litwie, wówczas pod okupacją Trzeciej Rzeszy) – polski matematyk i fizyk matematyczny, profesor nauk fizycznych, wykładowca Uniwersytetu Warszawskiego (UW), w latach 1981–1984 dziekan tamtejszego Wydziału Fizyki (FUW), członek rzeczywisty Polskiej Akademii Nauk (PAN).

## Życiorys
Urodził się w Wiłkomierzu na Litwie. W 1963 ukończył studia na Wydziale Matematyki i Fizyki Uniwersytetu Warszawskiego, po czym podjął pracę na uniwersytecie. W 1968 obronił doktorat z fizyki na podstawie pracy Przestrzenie kauzalne. Habilitację uzyskał w 1972. Od 1977 profesor nadzwyczajny, a od 1991 profesor zwyczajny Uniwersytetu Warszawskiego. Od 1977 pełnił funkcję prodziekana, a od 1981 przez kolejne 3 lata funkcję dziekana Wydziału Fizyki. W latach 1993–1996 kierował Katedrą Metod Matematycznych Fizyki UW. Od 1991 związany z Instytutem Matematycznym PAN. Od 1993 jest także członkiem Rady Naukowej Centrum Fizyki Teoretycznej PAN.
W 1991 został członkiem korespondentem Polskiej Akademii Nauk, od 2002 członek rzeczywisty. Jest także członkiem zwyczajnym Towarzystwa Naukowego Warszawskiego. Był członkiem Centralnej Komisji do Spraw Stopni i Tytułów.
Wniósł znaczący wkład w rozwój pojęcia grup kwantowych, autor pierwszej pracy na ten temat. Współpracował też z Centrum Nauki Kopernik w Warszawie.

## Wyróżnienia
W 1983 i 1990 wygłosił wykłady sekcyjne na Międzynarodowym Kongresie Matematyków.
- 1993: Nagroda Fundacji na rzecz Nauki Polskiej (FNP) w dziedzinie nauk ścisłych[3].
- 2008: Humboldt Research Award przyznawana przez Fundację Aleksandra von Humboldta wyróżniającym się naukowcom spoza Niemiec[6][3].
- 2009: Medal im. Stefana Banacha przyznawany przez Polską Akademię Nauk (PAN)[9].
- 2025: Medal Wignera od organizatorów konferencji Workshop on Geometric Methods in Physics (WGMP), ufunduwany przez Group Theory and Fundamental Physics Foundation (GTFPF)[10].